# Drepanofoda
Drepanofoda é um gênero de traça pertencente à família Arctiidae.